# Показовий вид спорту
Показовий вид спорту — вид спорту, змагання з якого проводять для його просування, найчастіше під час Олімпійських ігор, але буває і на інших спортивних заходах.
Показові спортивні змагання були офіційно введені на літніх Олімпійських іграх 1912 року, коли Швеція вирішила включити Глиму (традиційну скандинавську боротьбу) в олімпійську програму, але з нагородами, що не враховувались як офіційні. З того часу більшість оргкомітетів надалі включають принаймні один показовий вид спорту під час кожної Олімпіади. Як правило — це типові або популярний вид спорту в країні, де проводяться змагання. Наприклад — бейсбол на Олімпійських іграх 1984 року в  Лос-Анджелесі, або тхеквондо на Олімпійських іграх 1988 року в Сеулі.
З 1912 по 1992 роки, тільки дві літні Олімпійські ігри не мали показових видів спорту у своїй програмі. Деякі показові спортивні змагання в підсумку мали достатню популярність, аби стати офіційним видом спорту в наступні Олімпійські  ігри. Традиційно, вручення медалей за Показрві види спорту вручали  так само, як і Олімпійські медалі, але самі нагороди — меншого розміру. Також вони ніколи не включаються до загального медального заліку.